# Milán Kouba
Milán Kouba (14. září 1939 Zlín – 17. září 2015 Kroměříž) byl český římskokatolický kněz, který v letech 1998 až 2011 působil jako generální vikář olomoucké arcidiecéze.

## Život
Své dětství strávil v Uherském Brodě, kde také v roce 1957 složil maturitní zkoušku na Jedenáctileté střední škole J. A. Komenského. Protože nebyl pro své náboženské přesvědčení přijat na žádnou vysokou školu, nastoupil do oddělení plánování Slováckých strojíren v Uherském Brodě. Zde pracoval až do roku 1969 s výjimkou let 1958 až 1960, kdy absolvoval základní vojenskou službu; po ní při zaměstnání vystudoval ještě obor strojírenská technologie na střední průmyslové škole strojnické a toto studium zakončil maturitou v roce 1963.
V roce 1969 využil možnosti přihlásit se na Cyrilometodějskou bohosloveckou fakultu, která v roce 1968 zřídila svou pobočku v Olomouci, na níž vystudoval teologii. Studia dokončil v roce 1974 a dne 22. června téhož roku byl vysvěcen na kněze. Poté působil od července 1974 jako farní vikář v Moravské Ostravě a následně (od února 1979 jako duchovní správce v Jeseníku nad Odrou a jako administrátor excurrendo farnosti Bernartice nad Odrou, od listopadu 1984 byl navíc ještě administrátorem excurrendo farnosti Suchdol nad Odrou. Od července 1990 do června 1998 byl rektorem olomouckého kněžského semináře a od 1. července 1998 do 30. září 2011 působil jako generální vikář olomoucké arcidiecéze (do 31. října 1998 spolu s Mons. Erichem Pepříkem, od 1. července 2009 spolu s Mons. Mgr. Josefem Nuzíkem). Od 28. září 1993 byl také kanovníkem Metropolitní kapituly u svatého Václava v Olomouci a v roce 1995 byl jmenován papežským prelátem.